# グレイテスト・ヒッツ (Mr. Bigのアルバム)
『グレイテスト・ヒッツ』（Greatest Hits）は、アメリカのハードロックバンド、MR. BIGがリリースした、3作目のベスト・アルバムである。2004年8月4日発売。

## 内容
バンド解散後にリリースされた3作目のベストアルバム。
1stアルバム『MR. BIG』から『アクチュアル・サイズ』までの全6作の各オリジナルアルバムから選曲し、年代順に並べただけのシンプルな構成。さらに映画『ネイビー・シールズ』のサウンドトラック用に提供した「Strike Like Lightning」を収録している。
過去2作のベストアルバムと違い、収録曲はすべてスタジオ音源となっている（従来は最低1曲はライブ音源が収録されていた）。
本作発売に当たって元メンバーからは特に公式のアナウンスがなかったことから、恐らくバンド側は本作の発売決定及び選曲には関与していない（レコード会社側主導による企画・選曲）と思われる。選曲の基準は不明だが、2002年の解散ツアーで演奏された曲目が多く含まれていることから、過去2作のベストと比べ、ライブでの定番曲をより多く取り入れたとも解釈できる。
バンドの代表作である2ndアルバム『リーン・イントゥ・イット』からは今回最多の5曲が選ばれているのに対し、4thアルバム『ヘイ・マン』からはわずか1曲のみ（Take Cover）である。
バンド解散後の発売ということもあり、過去2作のベストでは収録されてきた「未発表の新曲」、「日本盤のみのボーナス・トラック」が今回はなくなっている。
アルバムのブックレットに使用されているメンバー全員の集合写真は、なぜかポール在籍時のものだけで、リッチー加入後の写真はない。さらにメンバー個々の写真に至ってはビリーとパットのふたりしかなく、リッチーの写真はただの1枚もない状態である。

## 収録曲
1. Addicted To That Rush
1stアルバム『MR. BIG』収録曲。
2. Big Love
1stアルバム『MR. BIG』収録曲。ベストアルバム初収録。
3. Take A Walk
1stアルバム『MR. BIG』収録曲。ベストアルバム初収録。
4. Strike Like Lightning
映画「NAVY SEALS」サウンドトラック（1990年）収録。これまで日本のMr. Big関連の公式CDには未収録のままだった（前述のサウンドトラックのみだった）が、本作の目玉として初収録された。
シンプルでストレートなハードロック・ソングだが、外部のソングライターが書いた曲ということもあり、当時メンバーはこの曲を演奏することにあまり乗り気ではなかったらしい。事実、ライブでこの曲が披露されることはなかった。
作詞・作曲はGiorgio Moroder，Tom Whitlock，Larry Lee，Steve Batesの4名による連名となっており、Mr. Bigのメンバーは曲製作に一切関与していない。
同サントラにはこの曲のほかに、もう1曲担当した「Shadows」（こちらも曲製作はサントラのスタッフだけで行っている）も収録されている。なお海外盤のシングルでは2曲とも収録されているシングルも存在する。
5. Green-Tinted Sixties Mind
2ndアルバム『Lean Into It』収録曲。日本国内での1stシングルでもある。
6. Daddy, Brother, Lover, Little Boy (The Electric Drill Song)
2ndアルバム『Lean Into It』収録曲。
7. Alive And Kickin'
2ndアルバム『Lean Into It』収録曲。ベストアルバム初収録。
8. Just Take My Heart
2ndアルバム『Lean Into It』収録曲。日本国内での2ndシングルでもある。
9. To Be With You
2ndアルバム『Lean Into It』収録曲。
10. Wild World
3rdアルバム『Bump Ahead』収録曲。日本国内での3rdシングルでもある。
前々曲からこの曲までは、過去3作のベストアルバムすべてに収録されている。
11. Colorado Bulldog
3rdアルバム『Bump Ahead』収録曲。
12. Price You Gotta Pay
3rdアルバム『Bump Ahead』収録曲。ベストアルバム初収録。
13. Take Cover
4thアルバム『Hey Man』収録曲。日本国内での4thシングルでもある。
14. Dancin' With My Devils
5thアルバム『Get Over It』収録曲。ベストアルバム初収録。
15. Superfantastic
5thアルバム『Get Over It』収録曲。日本国内での8thシングルでもある。
16. Shine
6thアルバム『Actual Size』収録曲。日本国内での11thシングルでもある。ベストアルバム初収録。
17. Suffocation
6thアルバム『Actual Size』収録曲。ベストアルバム初収録。